# Международный год ООН
Международный год ООН — официально установленный ООН международный памятный год. Учреждается резолюциями Генеральной Ассамблеи ООН. На каждый международный год выбирается своя тема года. 
Первый международный год был объявлен Генеральной Ассамблеей в 1959 году. В своей резолюции 1285 (XIII) Генеральная Ассамблея «рассмотрела предложение об установлении Всемирного года беженца, начиная с июня 1959 года».
В скобках указан номер резолюции и номер сессии Генеральной Ассамблеи ООН.
- 1959 — Всемирный год беженца (резолюция ООН 1285 (XIII)[1].
- 1961 — Международный год здравоохранения и медицинских исследований (резолюция ООН 1283 (XIII).
- 1965 — Год международного сотрудничества (резолюция ООН 1907 (XVIII).
- 1967 — Год международного туризма (резолюция ООН 2148 (XXI).
- 1968 — Международный год прав человека (резолюция ООН 2081 (XX).
- 1970 — Международный год просвещения.
- 1971 — Международный год по борьбе с расизмом и расовой дискриминацией (резолюция ООН 2544 (XXIV).
- 1974 — Всемирный год народонаселения (резолюция ООН 2683 (XXV).
- 1975 — Международный год женщины (резолюция ООН 3010 (XXVII)[2].
- 1978 — Международный год борьбы против апартеида.
- 1979 — Международный год детей (резолюция ООН 31/169[3])
- 1981 — Международный год инвалидов (резолюция ООН 31/123).
- 1982 — Международный год мобилизации в пользу санкций против Южной Африки.
- 1983 — Всемирный год связи: развитие инфраструктур связи (резолюция ООН 36/40).
- 1985 — Год Организации Объединённых Наций.
- 1985 — Международный год молодёжи: участие, развитие, мир (резолюция ООН 34/151).
- 1986 — Международный год мира (резолюция ООН 37/16[4]).
- 1987 — Международный год обеспечения жильем бездомного населения.
- 1990 — Международный год грамотности (резолюция ООН 42/104).
- 1992 — Международный год космоса (резолюция ООН 44/46).
- 1993 — Международный год коренных народов мира.
- 1994 — Международный год семьи (резолюция ООН 44/82[5]).
- 1994 — Международный год спорта и олимпийских идеалов.
- 1995 — Год Организации Объединённых Наций, посвящённый терпимости (резолюция ООН 48/126).
- 1995 — Всемирный год памяти народов о жертвах второй мировой войны (резолюция ООН 49/25).
- 1996 — Международный год борьбы за ликвидацию нищеты (резолюция ООН 48/183).
- 1998 — Международный год океана (резолюция ООН 49/131).
- 1999 — Международный год пожилых людей.
- 2000 — Международный год культуры мира (резолюция ООН 53/15).
- 2000 — Международный год благодарения (резолюция ООН 52/16).
- 2001 — Год диалога между цивилизациями под эгидой ООН (резолюция ООН 53/22).
- 2001 — Международный год добровольцев (резолюция ООН 52/17).
- 2001 — Международный год мобилизации усилий для борьбы против расизма, расовой дискриминации, ксенофобии и связанной с ними нетерпимости (резолюция ООН 53/132).
- 2002 — Международный год экотуризма (резолюция ООН 53/200).
- 2002 — Международный год гор (резолюция ООН 53/24).
- 2002 — Год культурного наследия Организации Объединённых Наций (резолюция ООН 56/8).
- 2003 — Международный год пресной воды (резолюция ООН 55/196[6]).
- 2003 — Год кыргызской государственности (резолюция ООН 57/248).
- 2004 — Международный год риса (резолюция ООН 57/162[7]).
- 2004 — Международный год, посвящённый борьбе с рабством и его отмене (резолюция ООН 57/195[8]).
- 2005 — Международный год физики (резолюция ООН 58/293[9])
- 2005 — Международный год спорта и физического воспитания (резолюция ООН 58/5).
- 2005 — Международный год микрокредитования (резолюция ООН 53/197).
- 2006 — Международный год пустынь и опустынивания (резолюция ООН 58/211).
- 2007 — Международный год дельфина.
- 2007 — Международный полярный год (2007-2008).
- 2008 — Международный год планеты Земля[10] (резолюция ООН 60/192[11]).
- 2008 — Международный год картофеля[12] (резолюция 60/191[13]).
- 2008 — Международный год санитарии[14] (резолюция ООН 61/192[15]).
- 2008 — Международный год языков (резолюция ООН 61/266)[16].
- 2009 — Международный год астрономии (резолюция ООН 62/200)[17].
- 2009 — Международный год обучения в области прав человека (начало — 10 декабря 2008 года) (62/171).
- 2009 — Международный год примирения (резолюция ООН 61/17).
- 2009 — Международный год природных волокон (резолюция ООН 61/189).
- 2010 — Международный год биоразнообразия (резолюция ООН 61/203).
- 2010 — Международный год молодёжи: диалог и взаимопонимание (12 августа 2010 года — 11 августа 2011 года) (резолюция ООН 64/134).
- 2010 — Международный год сближения культур (резолюция ООН 62/90)
- 2011 — Международный год лесов (резолюция ООН 61/193)[18].
- 2011 — Международный год лиц африканского происхождения (резолюция ООН 64/169)[19].
- 2011 — Международный год химии (резолюция ООН 63/209)[20].
- 2012 — Международный год устойчивой энергетики для всех (резолюция ООН 65/151)[21].
- 2012 — Международный год кооперативов (резолюция ООН 64/136)[22].
- 2013 — Международный год квиноа (резолюция ООН 66/261)[23].
- 2013 — Международный год водного сотрудничества (резолюция ООН 65/154)[24].
- 2014 — Международный год малых островных развивающихся государств (резолюция ООН 67/206)[25].
- 2014 — Международный год кристаллографии (резолюция ООН 66/284)[26].
- 2014 — Международный год семейных фермерских хозяйств (резолюция ООН 66/222)[27].
- 2014 — Международный год солидарности с палестинским народом (резолюция ООН 68/12)[28].
- 2015 — Международный год света и световых технологий (резолюция ГА ООН A/RES/68/221)[29].
- 2015 — Международный год почв (резолюция ГА ООН A/RES/68/232)[30].
- 2016 — Международный год зернобобовых (резолюция ГА ООН A/RES/68/231)[31].
- 2017 — Международный год устойчивого туризма в интересах развития (резолюция ГА ООН A/RES/70/193)[32].
- 2019 — Международный год языков коренных народов (резолюция ГА ООН A/RES/71/178)[33].
- 2019 — Международный год периодической таблицы химических элементов (резолюция ГА ООН A/RES/72/228)[34].
- 2019 — Международный год умеренности (резолюция ГА ООН A/RES/72/129)[35].
- 2020 — Международный год охраны здоровья растений (резолюция ГА ООН A/RES/73/252)[36].
- 2022 — Международный год кустарного рыболовства и аквакультуры (резолюция ГА ООН A/RES/72/72)[37].
- 2022 — Международный год стекла[38].
- 2024 — Международный год верблюдовых (резолюция ГА ООН A/RES/72/210)[39].
- 2025 — Международный год квантовой науки и техники (International Year of Quantum Science and Technology, IYQ)
- 2026 — Международный год пастбищных земель и пастбищных животноводов
- 2027 — Международный год добровольцев во имя устойчивого развития
- 2028 — Международный год женщин-фермеров
- 2029 — Международный год устойчивого и жизнестойкого туризма
- 2030 — Международный год информирования об астероидах и планетарной защиты